# Jeffrey Leiwakabessy
Jeffrey Leiwakabessy (Elst, 23 febbraio 1981) è un ex calciatore olandese di ruolo difensore.

## Carriera
eiwakabessy ha iniziato la sua carriera professionistica nei Paesi Bassi, al N.E.C.. Dopo otto stagioni, è stato acquistato dall'Alemannia Aquisgrana, in Germania. Qui, ha giocato 34 partite in due stagioni, prima di passare all'Anorthōsis. Dopo 4 anni passati a Cipro, torna nei Paesi Bassi per giocare nel VVV-Venlo. Dopo 43 presenze totali da capitano, rimasto svincolato, il 15 ottobre 2013 torna al N.E.C. Torna in campo con la sua vecchia maglia cinque giorni più tardi, in USV Hercules-N.E.C. 1-1, venendo sostituito al 70º da Koolwijk.

## Palmarès

### Club

#### Competizioni nazionali
- Eerste Divisie: 1

N.E.C.: 2014-2015